# 奎恩海姆 (莱茵兰-普法尔茨州)
奎恩海姆是德国莱茵兰-普法尔茨州的一个市镇。总面积4.45平方公里，总人口786人，其中男性428人，女性358人（2011年12月31日），人口密度177人/平方公里。